# Leroy Kirkland
Leroy Kirkland (* 10. Februar 1906 in South Carolina; † 6. April 1988 in New York City) war ein US-amerikanischer Jazz- und Rhythm-&-Blues-Gitarrist, Songwriter und Arrangeur.

## Leben
Kirkland begann seine Musikerkarriere ab Mitte der 1930er Jahre im Orchester von Erskine Hawkins, arbeitete dann bei Jimmie Lunceford und 1945 bei Cootie Williams. Im Februar 1945 spielte er bei dessen Session mit Charlie Parker. Mit eigenem Studio-Orchester nahm er 1952 mit Eddie Mack, Ella Fitzgerald (Walkin’ By the River), 1953 mit Big Maybelle (Gabbin’ Blues) und 1954 erstmals mit Screamin’ Jay Hawkins auf. Mitte der 1950er Jahre verlagerten sich seine Aktivitäten auf die Leitung von Studiobands, Arrangement und Songwriting; bereits 1953 hatte er mit Danny Taylor, Ahmet Ertegun und Jesse Stone den Song Good Lovin’ komponiert, ein Hit für das R&B-Vokalensemble The Clovers und Titelmelodie der TV-Serie Doctor Doctor.
Er arbeitete dann in den Schallplattenstudios u. a. für Mitch Miller und komponierte u. a. für Nappy Brown (Open Up That Door, 1956), Joe Reisman, Jon Hendricks/Dave Lambert (Cloudburst, mit Jimmy Harris), Dakota Staton, Charlie Barnet und Maxine Brown (All in My Mind). Mit Freddy Johnson schrieb er Stop the Wedding für Etta James, mit der er wiederum Something's Got a Hold on Me komponierte. Mit Ernest Hayes schrieb er Night Crawlin’ für Big John Greer. Mit seinem Orchester begleitete er Doo-Wop- und R&B-Gruppen wie Little David & The Harps (auf Savoy 1955) oder Little Joe & The Thrillers (Peanuts auf Okeh 1957). 1957 nahm er mit Piano Red und erneut mit Screamin’ Jay Hawkins auf (You Made Me Love You).
1958 legte er unter der Bandbezeichnung Leroy Kirkland's Rock-Chas die EP La Dee Da bei RCA Victor vor (RCA EPA-4272); seiner Band gehörten u. a. Sam „The Man“ Taylor, Al Sears und Taft Jordan an. Eine weitere RCA-EP unter dem Bandnamen Leroy Kirkland's Hi Flyers war Teenagers Dance Rock-A-Diddle Rock (RCA EPA 4094). Im selben Jahr nahm er mit dem Sänger Bobby Lewis für Chess die Single Mumbles Blues / Travelin' Days (Chess 1518) auf, die jedoch erfolglos war. 1962 erschien unter eigenem Namen das Album Mashin' and All That Jazz auf Imperial Records, an dem Jazzmusiker wie Kenny Burrell, Al Grey, Joe Newman, Panama Francis und Jerome Richardson mitwirkten. In seinen späteren Jahren war Kirkland Mentor des Jazzpianisten Onaje Allan Gumbs.

## Diskographische Hinweise
- Screamin’ Jay Hawkins – I Put A Spell On You – The Singles 1954–1957 (Saga, ed. 2009)